# 梅弗勞爾 (密蘇里州)
梅弗勞爾（英語：Mayflower）是位於美國密蘇里州巴里縣的非建制地區。

## 歷史
梅弗勞爾的郵局於1887年設立，其後於1910年停運。

## 地理
梅弗勞爾所處的海拔為高於海平面356米（即1168英呎），而該地所採用的時區為UTC-6，即北美中部時區（CST）。同時該地設有夏令時間，為UTC-6調快一小時，即UTC-5（CDT）。